# Dactylolabis dilatata
Dactylolabis dilatata är en tvåvingeart som först beskrevs av Friedrich Hermann Loew 1856.  Dactylolabis dilatata ingår i släktet Dactylolabis och familjen småharkrankar. Inga underarter finns listade i Catalogue of Life.